# Liste der Erzbischöfe von Shkodra

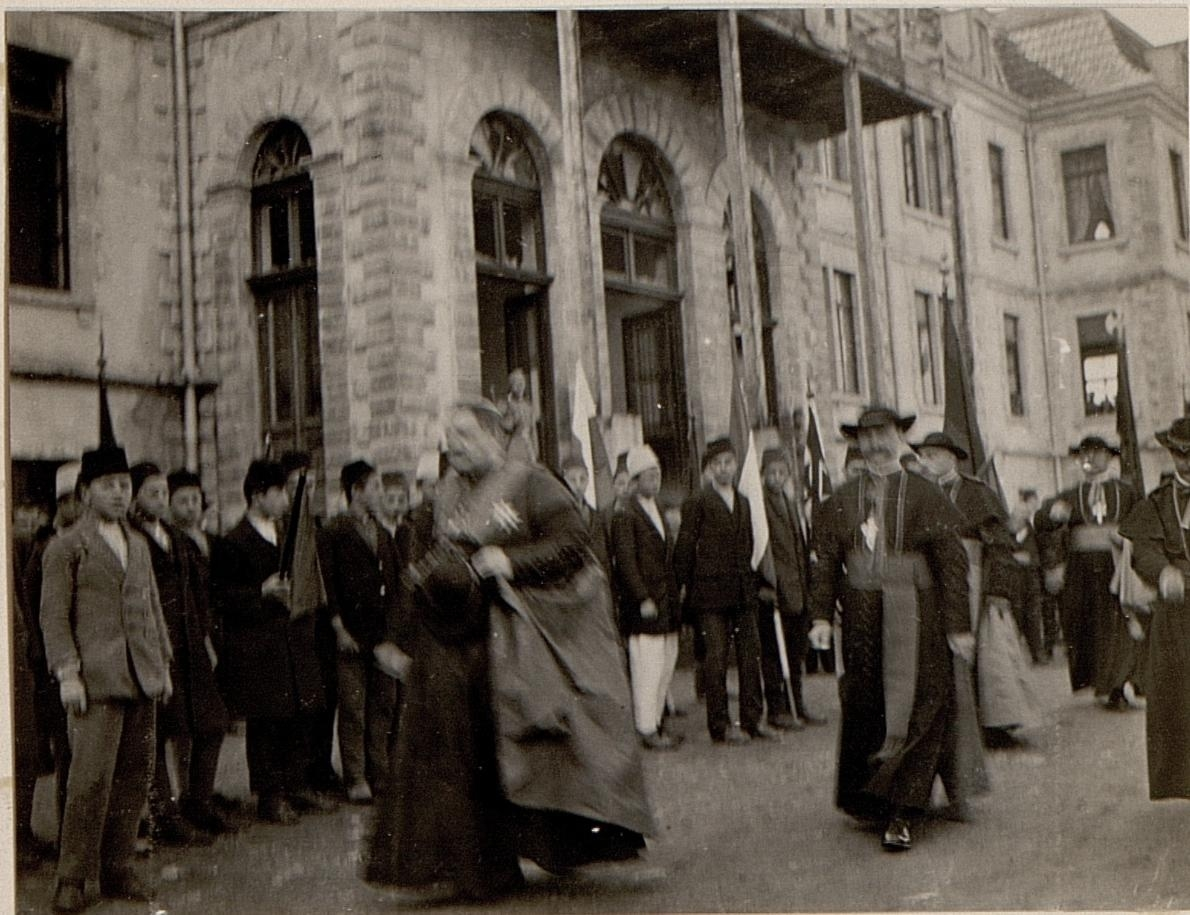
Erzbischof Sereggi, 1916 in Shkodra

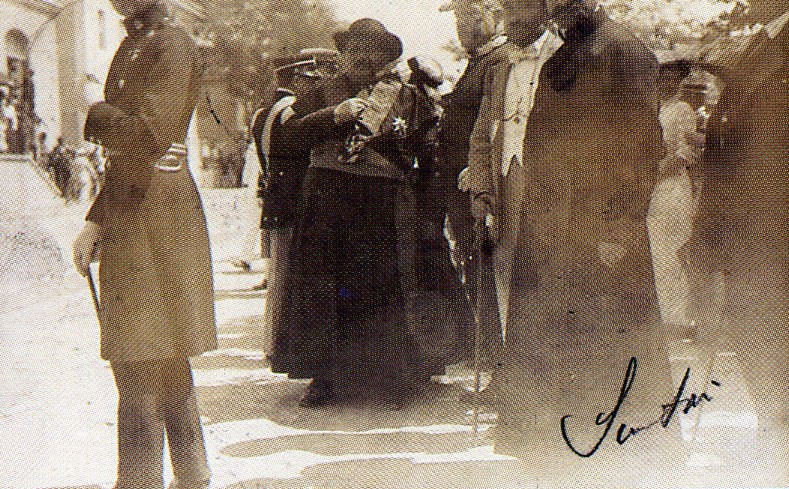
Erzbischof Sereggi, 1914 in Shkodra

Diese Liste der Erzbischöfe von Shkodra enthält in chronologischer Reihenfolge Personen, die im Erzbistum Shkodra-Pult mit Sitz in Shkodra in Albanien Bischöfe oder Erzbischöfe waren:

## 4. bis 7. Jahrhundert
Zu Zeiten der Landnahme der Slawen auf dem Balkan ging das Bistum unter und wurde erst im Mittelalter wieder errichtet.
- Bassus (erwähnt 387)
- Senecion (erwähnt 431)
- Andreas (erwähnt 519)
- Stephan (erwähnt 590)
- Johannes (Ioannes Scoritan) (erwähnt 598)
- Konstantin (erwähnt 601)

## Mittelalter bis heute
- Georg I. (erwähnt 1141)
- Peter I. von Svač (erwähnt 1199)
- ? (erwähnt 1251)
- Stephan II. (Shtjefën Marini/Marin Žaretić?) (bis 1303)
- Miroslav (erwähnt 1307)
- Teodorico (erwähnt 1322)
- Peter II. (ca. 1325)
- Marcus I. (1346–)
- Marinus I. (bis 1367)
- Anton de Seluciis, OP (1367–)
- Francesco I. (1388–)
- Heinrich von Halle, OFM (Titularbischof, Weihbischof in Halberstadt und Hildesheim, erwähnt 1390/1403)[1]
- Andruin (erwähnt 1396)
- Christopher, OESA (10. Juni bis 14. Dezember 1401)
- Migliorino Manfredi, O.F.M. (Meliorin) (1401–1402)
- Bartolomeo Vanni, OESA (1402–1403)
- Progan Printzenago (1403–1405)
- Johannes II. (1407–1440)
- Emmanuel, OP (Emanueli de Kandja) (1451–1459)
- Emmanuel II. (1459)
- Thaddeus Pascaligo (Tade Paskalika) (1465–)
- Bartolomeo (Bartolome Barbarigo) (1467–1471)
- Francesco II. de Sanctis, O.F.M. (1471–1491)
- Nicolò Lupi (1492–)
- Nicholas II. (Nikollë Gravina) (1495)
- Giacomo de Humano, O.E.S.A. (Jakob von Noto) (1511–1517)
- Pedro II. Cardona, C.R.S.A. (1518–1522)
- Girolamo Vascheri, O.F.M. (1522–1524)
- Antonio Beccari, O.P. (1534–1543)
- Sedisvakanz (1543–1575)
- Melchiorre Pelletta (1570)
- Teodoro Calompsi (1575 – um 1578)
- Paolo da Zara, O.P. (1582–1585)
- Duka Armani (1590–)
- Andreas II. (bis um 1622)
- Domenico Andreassi, O.F.M. (Dominik Andrijašević / Dominicus Andriasius) (1622–1637)
- Benedikt Ursini (1626–)
- Francesco III. Cruta (1640–circa 1645)
- Gregorio Frasini, O.F.M. (Gregorio Frassina de Novara) (1646 – um 1656)
- Melchiorre Pelletta (1570)
- Dominicus I. Andrijasevic (?–1639)
- Pjetër Bogdani (1656–1677)
- Dominicus II. Babić (Bubich) (1677–1686)
- Andreas Galata (1686–1690)
- Marinus II. Grago (1690–1691)
- Anton II. Ndoc Vlladanji (1691–1693)
- Antonius III. de Nigris (Negri) (1693–1702)
- Antonius Babbi (1703–1728)
- Antonius Vladagni (1729–1740)
- Paolo Campsinato di Pietro (Paulus Campsi) (1742–1771)
- Giorgio Angelus Radovani (1771–1787) (auch Erzbischof von Bar)
- Francesco Borzi (1787–1791) (auch Erzbischof von Bar)
- Matteo Crescesi (1791–1808)
- Antonio Angelo Radovani (1808–1814)
- Antonius Dodmassei (1814–1816)
- Benigno Albertini, O.F.M. (1832–1838)
- Luigi Guglielmi (1839–1852)
- Giovanni Topić, O.F.M. (1853–1859)
- Luigi Ciurcia, O.F.M. (1859–1866)
- Karl Pooten (1867–1886)
- Pasquale Guerini (1886–1910)
- Giacomo Sereggi (1910–1921)
- Lazare Miedia (oder Mjeda) (1921–1935)
- Gaspare Thaçi (1936–1946)
  - Ernesto Çoba (1952–1979) (Apostolischer Administrator)
- Franco Illia (1992–1997)
- Angelo Massafra OFM (1998–2025)
- Giovanni Peragine B (seit 2025)